# Karolína Stolbersko-Gedernská (1732–1796)
Karolína Stolbersko-Gedernská (27. června 1732 – 28. května 1796) byla stolbersko-gedernskou princeznou a sňatkem princeznou z Hohenlohe-Langenburgu.
Narodila se jako dcera Fridricha Karla Stolbersko-Gedernského a jeho manželky Luisy Henriety Nasavsko-Saarbrückenské.
Dne 13. dubna 1761 se provdala za svého bratrance Kristiána Albrechta z Hohenlohe-Langenburgu (její matka byla starší sestrou jeho matky). Měli spolu několik dětíː
- Karel Ludvík Hohenlohe-Langenburský (10. září 1762 – 4. dubna 1825), 3. kníže z Hohenlohe-Langenburgu, ⚭ 1789 Amálie Henrietta ze Solms-Baruth (30. ledna 1768 – 31. října 1847)
- Luisa Eleonora z Hohenlohe-Langenburgu (11. srpna 1763 – 30. dubna 1837), ⚭ 1782 Jiří I. Sasko-Meiningenský (4. února 1761 – 24. prosince 1803), vévoda sasko-meiningenský
- Gustav Adolf z Hohenlohe-Langenburgu (9. října 1764 – 21. července 1796)
- Kristýna Karolína z Hohenlohe-Langenburgu (19. listopadu 1765 – 6. prosince 1768)
- Ludvík Vilém z Hohenlohe-Langenburgu (16. února 1767 – 17. prosince 1768)
- Kristián August z Hohenlohe-Langenburgu (15. března 1768 – 18. dubna 1796)
- Karolína Augusta z Hohenlohe-Langenburgu (15. listopadu 1769 – 30. července 1803)